# Viakhtu
Viakhtu (en rus: Виахту) és un poble de l'óblast de Sakhalín, a l'Extrem Orient de Rússia, que el 2013 tenia 173 habitants. Pertany al districte de Aleksàndrovsk-Sakhalinski.